# Calvin (Louisiana)
Calvin és una població dels Estats Units a l'estat de Louisiana. Segons el cens del 2000 tenia 236 habitants.

## Demografia
Segons el cens del 2000, Calvin tenia 236 habitants, 93 habitatges, i 69 famílies. La densitat de població era de 39,8 habitants/km².
Dels 93 habitatges en un 31,2% hi vivien nens de menys de 18 anys, en un 52,7% hi vivien parelles casades, en un 18,3% dones solteres, i en un 25,8% no eren unitats familiars. En el 23,7% dels habitatges hi vivien persones soles el 10,8% de les quals corresponia a persones de 65 anys o més que vivien soles. El nombre mitjà de persones vivint en cada habitatge era de 2,54 i el nombre mitjà de persones que vivien en cada família era de 3,03.
Per edats la població es repartia de la següent manera: un 27,1% tenia menys de 18 anys, un 8,1% entre 18 i 24, un 22,5% entre 25 i 44, un 28,4% de 45 a 60 i un 14% 65 anys o més.
L'edat mediana era de 37 anys. Per cada 100 dones de 18 o més anys hi havia 93,3 homes.
La renda mediana per habitatge era de 24.750 $ i la renda mediana per família de 30.536 $. Els homes tenien una renda mediana de 31.250 $ mentre que les dones 13.750 $. La renda per capita de la població era de 12.751 $. Entorn del 18,3% de les famílies i el 26,2% de la població estaven per davall del llindar de pobresa.

## Poblacions més properes
El següent diagrama mostra les poblacions més properes.